# 中士

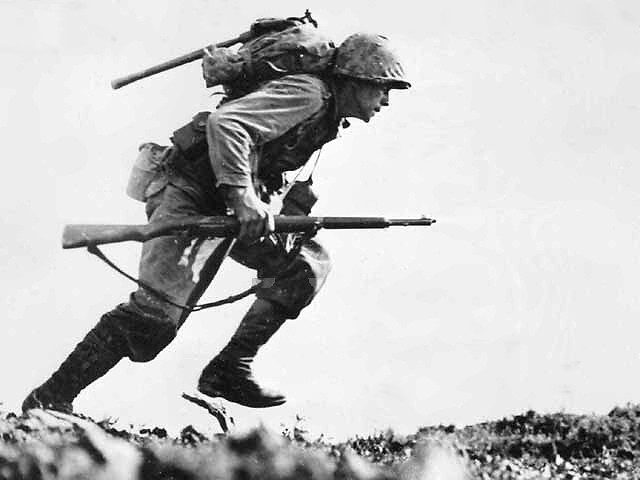
二戰時參加沖繩島戰役的一名美國海軍陸戰隊中士

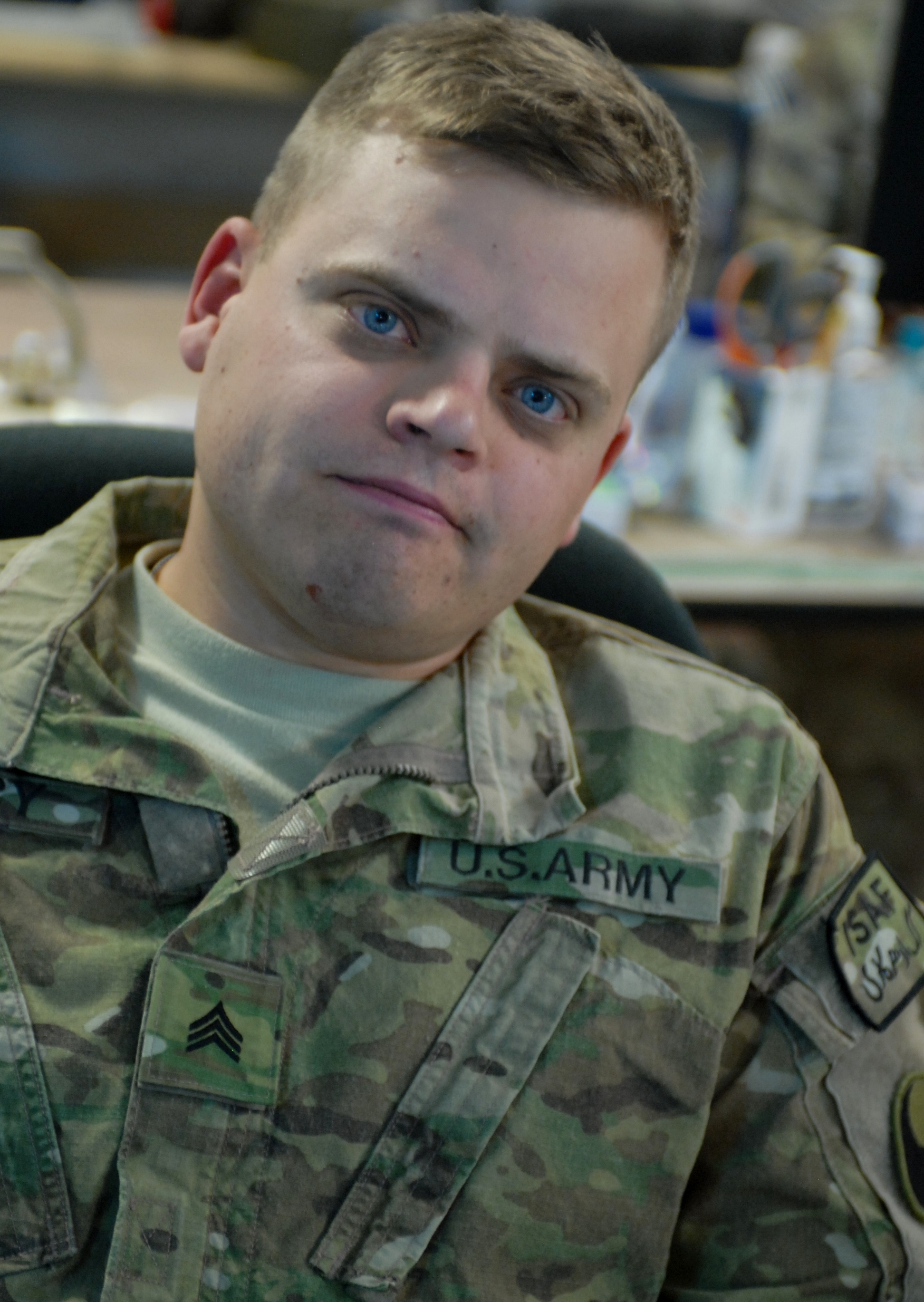
2011年，美國陸軍第25步兵師的一名中士

中士是軍人的職銜，士官的一種，在大多数国家的軍銜制度中，中士之下的階級為下士，中士之上的階級為上士。

## 美国

美國陸軍中士臂章
美國海軍陸戰隊中士臂章
美國空軍中士臂章
美國海軍中士臂章
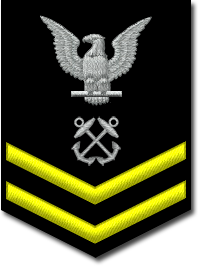
美國海軍中士臂章(服役滿12年)
美國太空軍中士臂章

## 中華民國
軍隊編制上多以士官長、上士擔任副排長，中士担任班长，下士担任副班长，下轄三到四個伍，各有三到四個伍長，此職務可由年資較深的一等兵或上等兵代替，中士階級可以用軍階較低的人員擔任高階職務，稱為「佔缺」。
中華民國國軍的士官（包含士兵）共分九級，中士相當於美國陸軍的、空軍的、或海軍的。

中華民國陸軍中士肩章
中華民國海軍中士臂章
中華民國海軍陸戰隊中士肩章
中華民國空軍中士肩章
中華民國海洋委員會海巡署委任二職等、警佐四階、中士肩章

## 中华人民共和国
1955年中国人民解放军实行军衔制，在军士一等设立了上士、中士、下士三级军衔。 
1988年7月1日，七届全国人大常委会第二次会议通过《中国人民解放军军官军衔条例》 ，军士设置为：上士、中士、下士。服现役第三年的班长、第四年的副班长，可晋升为中士军衔。 
1998年12月，发布《中华人民共和国兵役法》，取消军士和士官军衔，新的士官军衔改为一级至六级士官。
2009年7月13日，中央军委颁发《深化士官制度改革方案》，全军和武警部队年底前将全面施行新的士官制度。士官军衔从原先一级至六级士官的6个衔级调整为7个衔级。分为初级士官、中级士官、高级士官三个等级，称谓由低至高为，初级士官：下士、中士；中级士官：上士、四级军士长；高级士官：三级军士长、二级军士长、一级军士长。

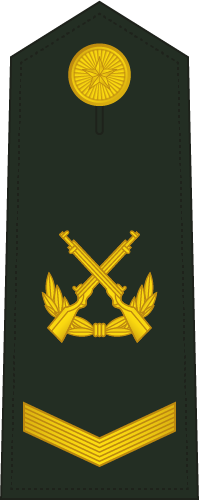
中國人民解放軍陸軍中士肩章

## 朝鲜半岛
朝鲜人民军中此一级的对应汉字为“上级兵士（상급병사 Sanggŭp-pyŏngsa）”，大韩民国国军则为“兵长（병장 Pyongjang）”。